# Sport in 2015
Dit artikel is een samenvatting van de belangrijkste feiten uit het sportjaar 2015.

## Atletiek
Wereldkampioenschappen Outdoor
- 100 meter:  Usain Bolt  Shelly-Ann Fraser-Pryce
- 200 meter:  Usain Bolt  Dafne Schippers
- 400 meter:  Wayde van Niekerk  Allyson Felix
- 800 meter:  David Rudisha  Marina Arzamasova
- 1500 meter:  Asbel Kiprop  Genzebe Dibaba
- 5000 meter:  Mo Farah  Almaz Ayana
- 10000 meter:  Mo Farah  Vivian Cheruiyot
- 3000 meter steeple:  Ezekiel Kemboi  Hyvin Jepkemoi
- 110/100 meter horden:  Sergej Sjoebenkov  Danielle Williams
- 400 meter horden:  Nicolas Bett  Zuzana Hejnová

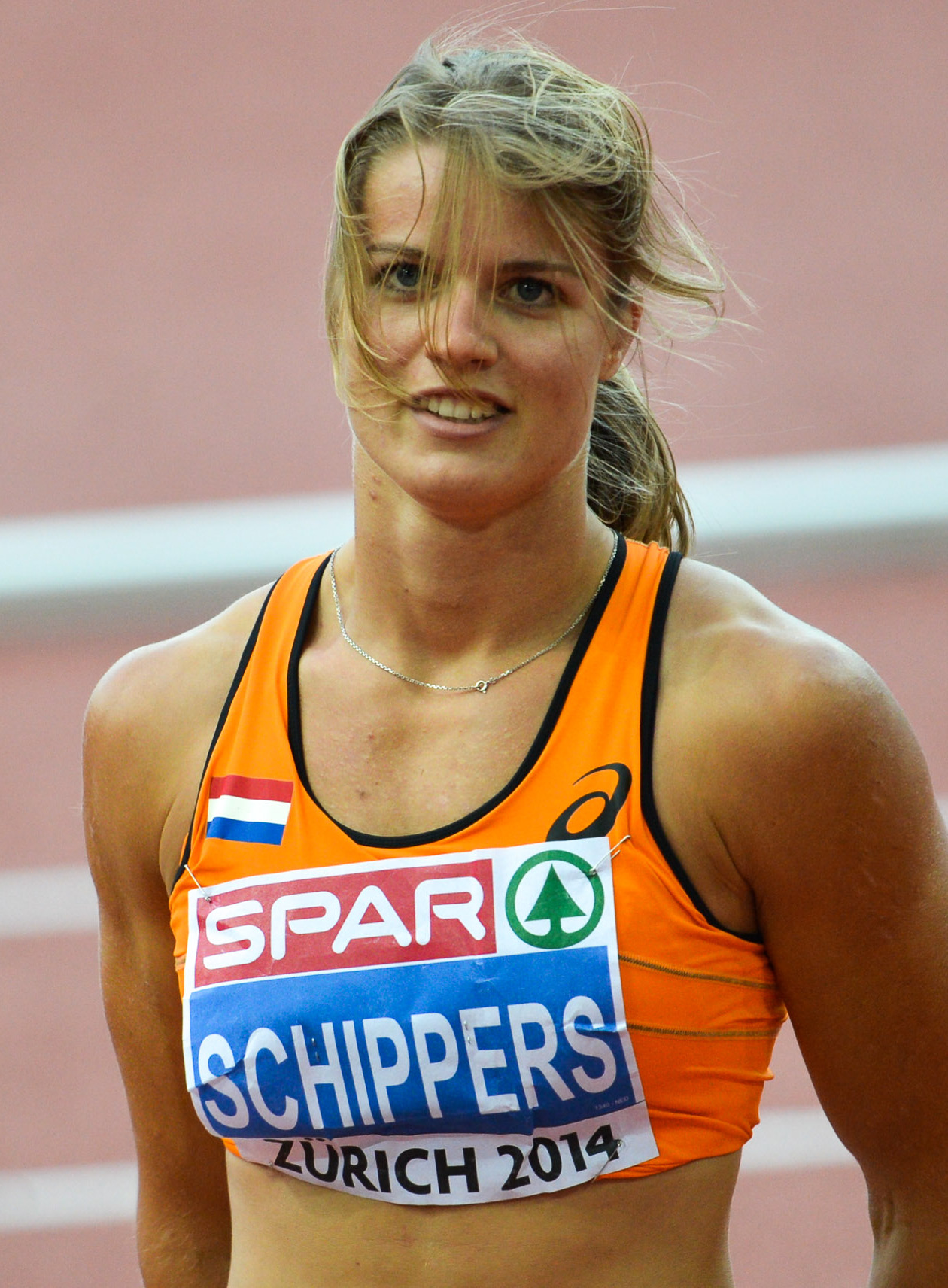
Dafne Schippers, Wereldkampioen 200 meter in 2015.

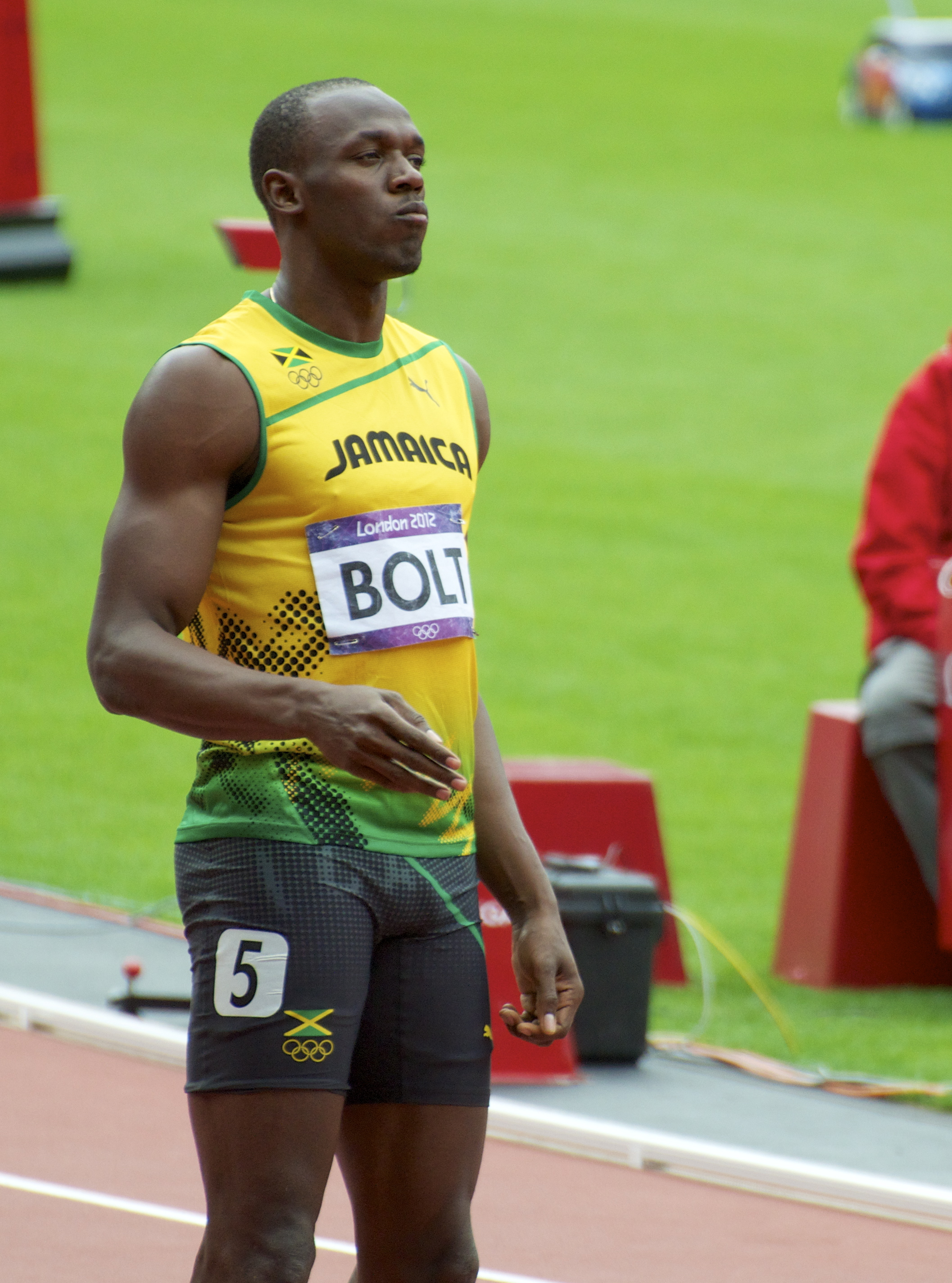
Usain Bolt, Wereldkampioen 100, 200 en 4 x 100 meter in 2015.

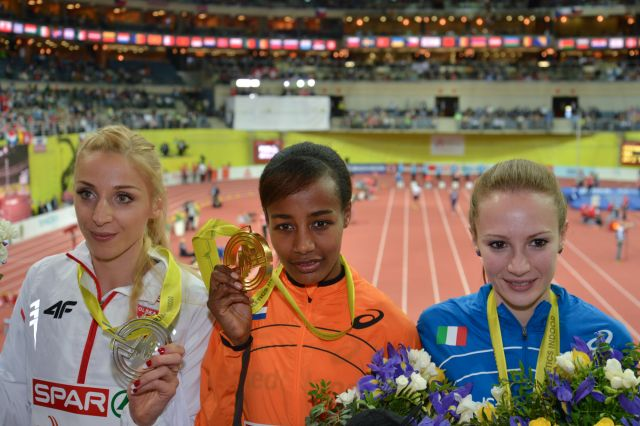
Sifan Hassan, Europees kampioen 1500 meter indoor in 2015.

- 4 x 100 meter estafette Mannen:  Nesta Carter, Asafa Powell, Nickel Ashmeade, Usain Bolt
- 4 x 100 meter estafette Vrouwen:  Veronica Campbell-Brown, Natasha Morrison, Elaine Thompson, Shelly-Ann Fraser-Pryce
- 4 x 400 meter estafette Mannen:  David Verburg, Tony McQuay, Bryshon Nellum, LaShawn Merritt
- 4 x 400 meter estafette Vrouwen:  Christine Day, Shericka Jackson, Stephenie Ann McPherson, Novlene Williams-Mills
- Hoogspringen:  Derek Drouin  Maria Koetsjina
- Polsstokhoogspringen:  Shawnacy Barber,  Yarisley Silva
- Verspringen:  Greg Rutherford  Tianna Bartoletta
- Hink-stap-springen:  Christian Taylor,  Caterine Ibargüen
- Kogelstoten:  Joe Kovacs,  Christina Schwanitz
- Kogelslingeren:  Paweł Fajdek  Anita Włodarczyk
- Speerwerpen:  Julius Yego  Katharina Molitor
- Tienkamp / Zevenkamp:  Ashton Eaton  Jessica Ennis-Hill
- Marathon:  Ghirmay Ghebreslassie  Mare Dibaba
- 20 km snelwandelen:  Miguel Ángel López  Liu Hong
- 50 km snelwandelen:  Matej Tóth

Europese kampioenschappen indoor
- 60 meter:  Richard Kilty  Dafne Schippers
- 400 meter:  Pavel Maslák Natalja Pyhyda
- 800 meter:  Marcin Lewandowski  Selina Büchel
- 1500 meter:  Jakub Holuša  Sifan Hassan
- 3000 meter:  Ali Kaya  Jelena Korobkina
- 4 x 400 meter Mannen:  Julien Watrin, Dylan Borlée, Jonathan Borlée, Kevin Borlée
- 4 x 400 meter Vrouwen:  Floria Guei, Elea Mariama Diarra, Agnes Raharolahy, Marie Gayot
- 60 meter horden:  Pascal Martinot-Lagarde  Alina Talaj
- Verspringen:  Michel Tornéus  Ivana Španović
- Hink-Stap-Springen:  Nelson Évora  Jekaterina Koneva
- Hoogspringen:  Danil Tsyplakov  Maria Koetsjina
- Polsstokhoogspringen:  Renaud Lavillenie  Anzjelika Sidorova
- Kogelstoten:  David Storl  Anita Márton
- Zevenkamp:  Ilja Sjkoerenjov
- Vijfkamp:  Katarina Johnson-Thompson

## Autosport

### Eenzitters
Formule 1

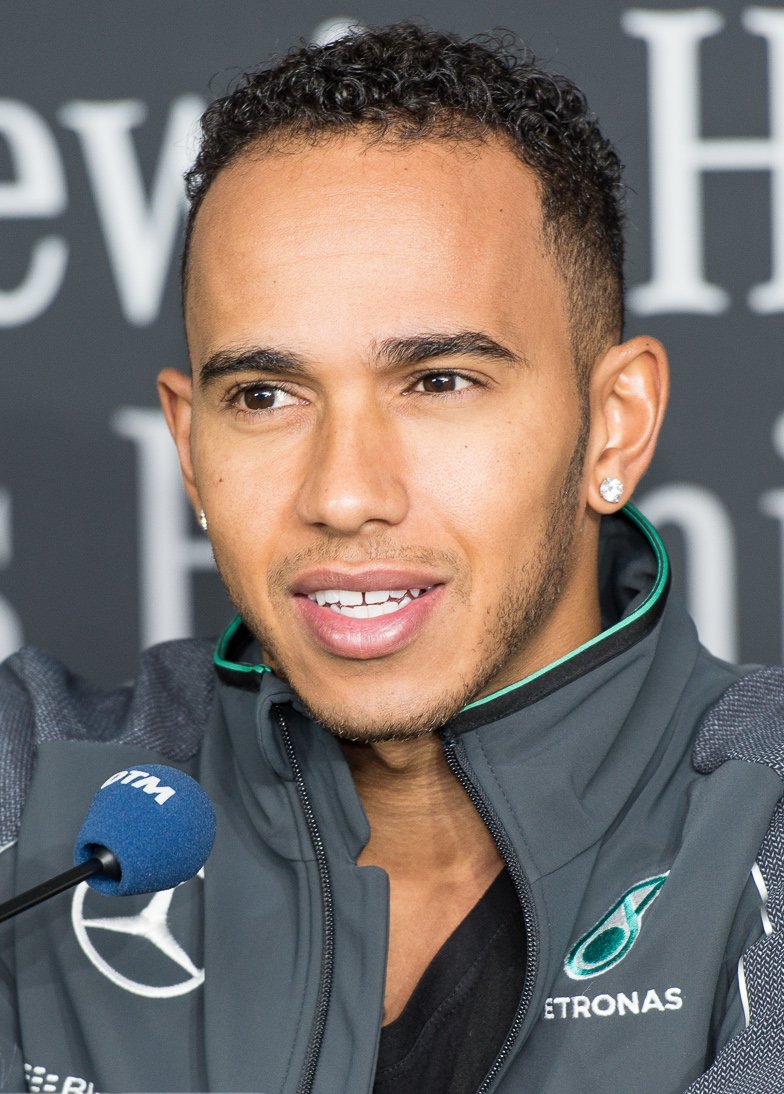
Lewis Hamilton, winnaar van het wereldkampioenschap Formule 1 in 2015.

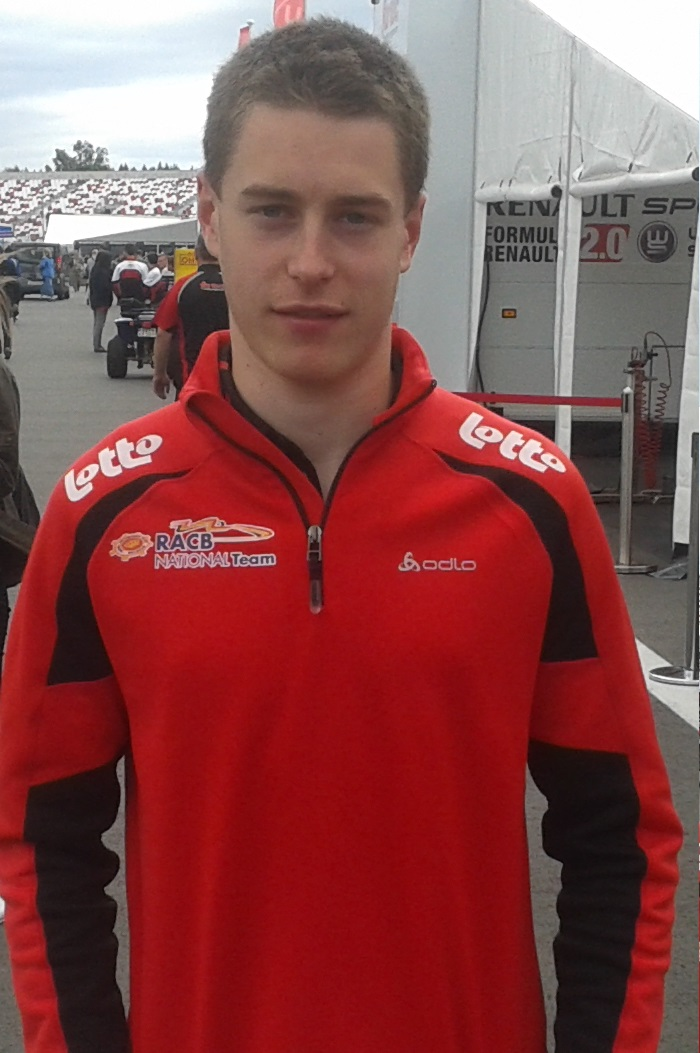
Stoffel Vandoorne, winnaar van het GP2-seizoen 2015.

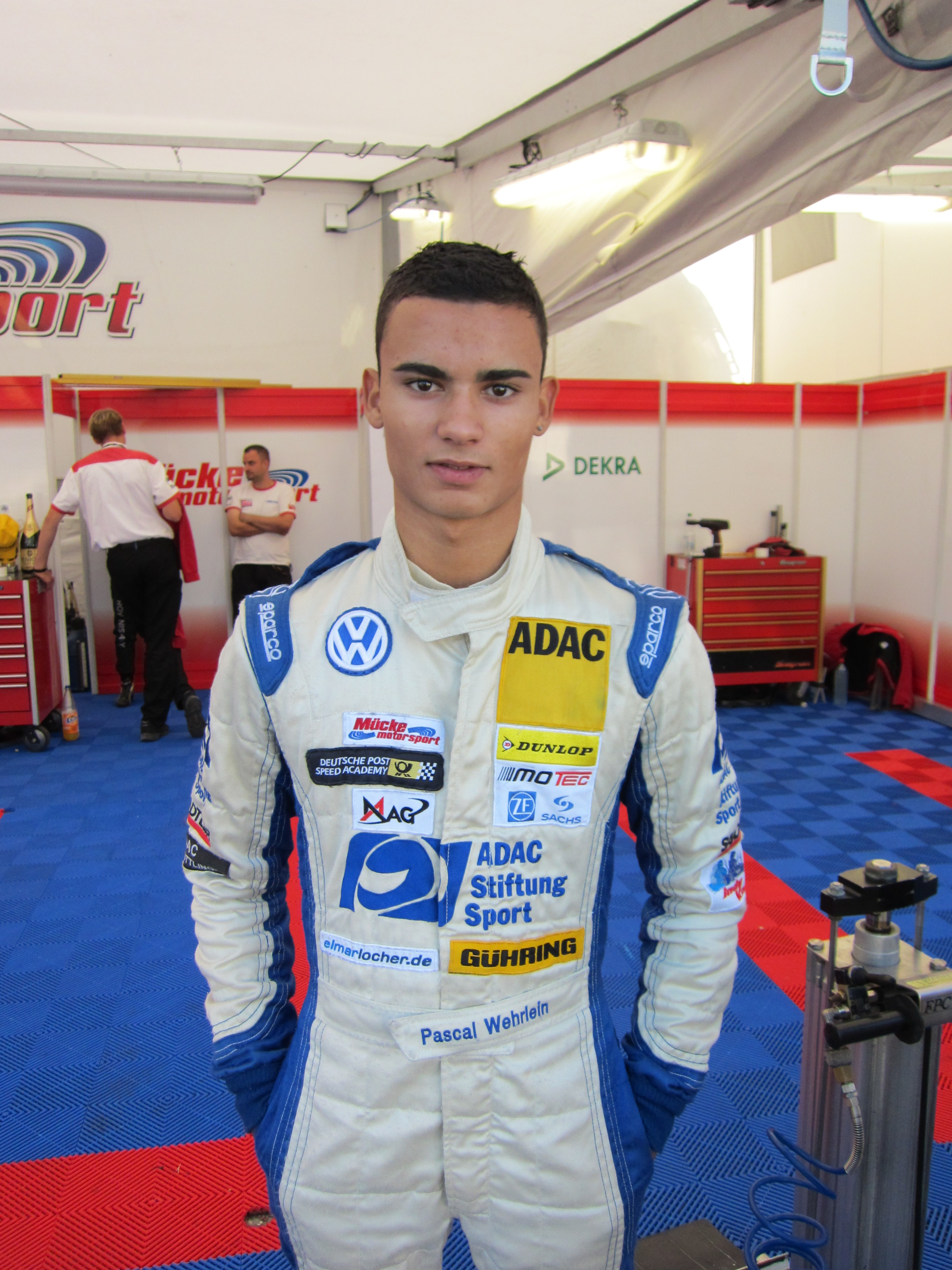
Pascal Wehrlein, winnaar van het DTM seizoen 2015.

- Grand Prix van Australië:  Lewis Hamilton
- Grand Prix van Maleisië:  Sebastian Vettel
- Grand Prix van China:  Lewis Hamilton
- Grand Prix van Bahrein:  Lewis Hamilton
- Grand Prix van Spanje:  Nico Rosberg
- Grand Prix van Monaco:  Nico Rosberg
- Grand Prix van Canada:  Lewis Hamilton
- Grand Prix van Oostenrijk:  Nico Rosberg
- Grand Prix van Groot-Brittannië:  Lewis Hamilton
- Grand Prix van Hongarije:  Sebastian Vettel
- Grand Prix van België:  Lewis Hamilton
- Grand Prix van Italië:  Lewis Hamilton
- Grand Prix van Singapore:  Sebastian Vettel
- Grand Prix van Japan:  Lewis Hamilton
- Grand Prix van Rusland:  Lewis Hamilton
- Grand Prix van de Verenigde Staten:  Lewis Hamilton
- Grand Prix van Mexico:  Nico Rosberg
- Grand Prix van Brazilië:  Nico Rosberg
- Grand Prix van Abu Dhabi:  Nico Rosberg
- Wereldkampioen Coureurs:  Lewis Hamilton
- Wereldkampioen Constructeurs:  Mercedes
- GP2:  Stoffel Vandoorne
- GP3:  Esteban Ocon
- Europees kampioenschap Formule 3:  Felix Rosenqvist
- IndyCar Series:  Scott Dixon
- Indy Lights:  Spencer Pigot
- Pro Mazda Championship:  Santiago Urrutia
- Formule Renault 3.5 Series:  Oliver Rowland
- Formule E:  Nelson Piquet jr.

### Toerwagens
- WTCC:  José María López
- DTM:  Pascal Wehrlein
- NASCAR Sprint Cup:
- NASCAR Nationwide Series:
- NASCAR Canadian Tire Series:
- Camping World Truck Series:

### Rally
- Belgisch kampioenschap: Freddy Loix
- Nederlands kampioenschap: Jasper van den Heuvel
- Europees kampioenschap:
- Wereldkampioenschap:
- Dakar:
  - Motoren:  Marc Coma KTM
  - Quads:  Rafał Sonik Yamaha
  - Auto's:  Nasser Al-Attiyah Mini
  - Trucks:  Airat Mardeev Kamaz

## Basketbal
België
- Ethias League:
- Bekerwinnaar Mannen:
- Bekerwinnaar Vrouwen:

Nederland
- FEB Eredivisie:

Europese competities
- Euroleague Mannen:
- Euroleague Vrouwen:
- EuroCup Mannen:
- EuroCup Vrouwen:
- EuroChallenge Mannen:
- Europees kampioenschap Mannen:
- Europees kampioenschap Vrouwen:

## Beachvolleybal
België
- BK Outdoor:

Nederland
NK Indoor
- Mannen: Reinder Nummerdor, Christiaan Varenhorst
- Vrouwen: Roos van der Hoeven, Michelle Stiekema

## Darts
PDC World Darts Championship
- Mannen:  Gary Anderson

BDO World Darts Championship
- Mannen:  Scott Mitchell
- Vrouwen:  Lisa Ashton

The Masters
Premier League Darts

## Handbal
- Wereldkampioenschap mannen

 Frankrijk
- Wereldkampioenschap vrouwen

 Noorwegen
- Pan-Amerikaanse Spelen mannen

 Brazilië
- Pan-Amerikaanse Spelen vrouwen

 Brazilië
- Pan-Amerikaans kampioenschap vrouwen

 Brazilië

## Hockey
- World Hockey Player of the Year

Mannen:  Robert van der Horst
Vrouwen:  Lidewij Welten

## Honkbal
Major League Baseball
- American League

Kansas City Royals
- National League

New York Mets
- World Series

Kansas City Royals

## Judo
Nederlandse kampioenschappen
Mannen
–  60 kg — Bas Koffijberg
–  66 kg — Junior Degen
–  73 kg — Sam van 't Westende
–  81 kg — Neal van de Kamer
–  90 kg — Melvin Schol
–100 kg — Michael Korrel
+100 kg — Roy Meyer
Vrouwen
–48 kg — Kim Akker
–52 kg — Miranda Wolfslag
–57 kg — Sanne Verhagen
–63 kg — Juul Franssen
–70 kg — Anicka van Emden
–78 kg — Marhinde Verkerk
+78 kg — Martine Demkes

## Korfbal
- Belgisch zaalkampioen
- Nederlands zaalkampioen

## Motorsport
Wegrace
MotoGP:
Moto 2:
Moto 3:
Superbike:
Supersport:
Zijspannen:

### Motorcross
Wereldkampioenschap Motorcross
MXGP
- Coureur:  Romain Febvre
- Constructeur:  Yamaha

MX2
- Coureur:  Tim Gajser
- Constructeur:  Honda

Motorcross der Naties
- Land + coureurs:  Frankrijk (Gautier Paulin, Marvin Musquin, Romain Febvre)

## Rugby
- Wereldkampioenschap:  Nieuw-Zeeland
- Zeslandentoernooi:  Ierland

## Schaatsen

### Langebaanschaatsen
NK allround
- Mannen: Sven Kramer
- Vrouwen: Ireen Wüst

NK sprint
- Mannen: Hein Otterspeer
- Vrouwen: Thijsje Oenema

NK massastart
- Mannen: Arjan Stroetinga
- Vrouwen: Irene Schouten

EK allround
- Mannen: Sven Kramer
- Vrouwen: Ireen Wüst

WK allround
Mannen: Sven Kramer
Vrouwen: Martina Sáblíková
WK sprint
Mannen: Pavel Koelizjnikov
Vrouwen: Brittany Bowe

### Marathonschaatsen
NK op kunstijs
- Mannen: Jorrit Bergsma
- Vrouwen: Mariska Huisman

### Shorttrack
NK Shorttrack
- Mannen: Sjinkie Knegt
- Vrouwen: Lara van Ruijven

EK shorttrack
Mannen: Sjinkie Knegt
Vrouwen: Elise Christie
Aflossing Mannen: Rusland
Aflossing Vrouwen: Rusland
WK shorttrack
Mannen: Sjinkie Knegt
Vrouwen: Choi Min-jeong
Aflossing mannen: China
Aflossing vrouwen: Zuid-Korea

### IJshockey
België
- Elite league:
- Beker:

Nederland
- Eredivisie:
- Beker: Destil Tilburg

Stanley Cup
WK
- Mannen:
- Vrouwen:

## Snooker
- World Championship:

World Ranking-toernooien
- Roewe Shanghai Masters
- Bahrain Championship
- Welsh Open:
- China Open
- World Open

Overige toernooien
- Masters:
- UK Championship:

## Tennis
ATP-seizoen
WTA-seizoen
Australian Open
- Mannen:  Novak Đoković
- Vrouwen:  Serena Williams
- Manneldubbel:  Simone Bolelli /  Fabio Fognini
- Vrouwendubbel:  Bethanie Mattek-Sands /  Lucie Šafářová
- Gemengddubbel:  Martina Hingis /  Leander Paes

Roland Garros
- Mannen:  Stanislas Wawrinka
- Vrouwenenkel:  Serena Williams
- Mannendubbel:  Ivan Dodig /  Marcelo Melo
- Vrouwendubbel:  Bethanie Mattek-Sands /  Lucie Šafářová
- Gemengddubbel:  Bethanie Mattek-Sands /  Mike Bryan

Wimbledon
- Mannen:  Novak Đoković
- Vrouwen:  Serena Williams
- Mannendubbel:  Jean-Julien Rojer /  Horia Tecău
- Vrouwendubbel:  Martina Hingis /  Sania Mirza
- Gemenddubbel:  Martina Hingis /  Leander Paes

US Open
- Mannen:  Novak Đoković
- Vrouwen:  Flavia Pennetta
- Mannendubbel:  Pierre-Hugues Herbert /  Nicolas Mahut
- Vrouwendubbel:  Martina Hingis /  Sania Mirza
- Gemenddubbel:  Martina Hingis /  Leander Paes

Hopman Cup
- Landenteam:  Polen
- Vrouwenenkel:  Agnieszka Radwańska
- Mannenenkel:  John Isner
- Gemengddubbel:  Agnieszka Radwańska / Jerzy Janowicz

Davis Cup Verenigd Koninkrijk
Fed Cup Tsjechië

## Voetbal

### Mannen
- UEFA Champions League: FC Barcelona
  - Topschutter: Lionel Messi, Neymar en Cristiano Ronaldo (10 doelpunten)
- UEFA Europa League: Sevilla FC
  - Topschutter: Alan en Romelu Lukaku (8 doelpunten)
- Europese Supercup: 
  - Topschutter:

 België
- Jupiler Pro League: KAA Gent
  - Topschutter: Aleksandar Mitrović (20 doelpunten)
- Beker van België: Club Brugge
- Supercup:

 Engeland
- FA Premier League: Chelsea
  - Topschutter: Sergio Agüero (26 doelpunten)
- League Cup: Chelsea
- FA Cup: Arsenal

 Frankrijk
- Ligue 1: Paris Saint-Germain
  - Topschutter: Alexandre Lacazette (27 doelpunten)
- Coupe de France: Paris Saint-Germain
- Coupe de la Ligue: Paris Saint-Germain

 Duitsland
- Bundesliga: Bayern München
  - Topschutter: Alexander Meier (19 doelpunten)
- DFB-Pokal: VfL Wolfsburg

 Italië
- Serie A:
- Coppa Italia:
- Topschutter:

 Nederland
- Eredivisie: PSV
- Eerste divisie:
- KNVB beker: FC Groningen
- Johan Cruijff Schaal
- Topschutter:

 Spanje
- Primera División:
- Copa del Rey:
- Topschutter:

### Vrouwen
- AFC Vrouwenkampioenschap
- CAF-Vrouwenkampioenschap
- EK vrouwen onder 17
- UEFA Women's Champions League

### Prijzen
- Gouden Schoen:
- Nederlandse Gouden Schoen
- Europees voetballer van het jaar
- Wereldvoetballer van het jaar

## Volleybal
- Belgisch kampioen bij de mannen
- Belgische bekerwinnaar bij de mannen
- Belgisch kampioen bij de vrouwen

## Wielersport

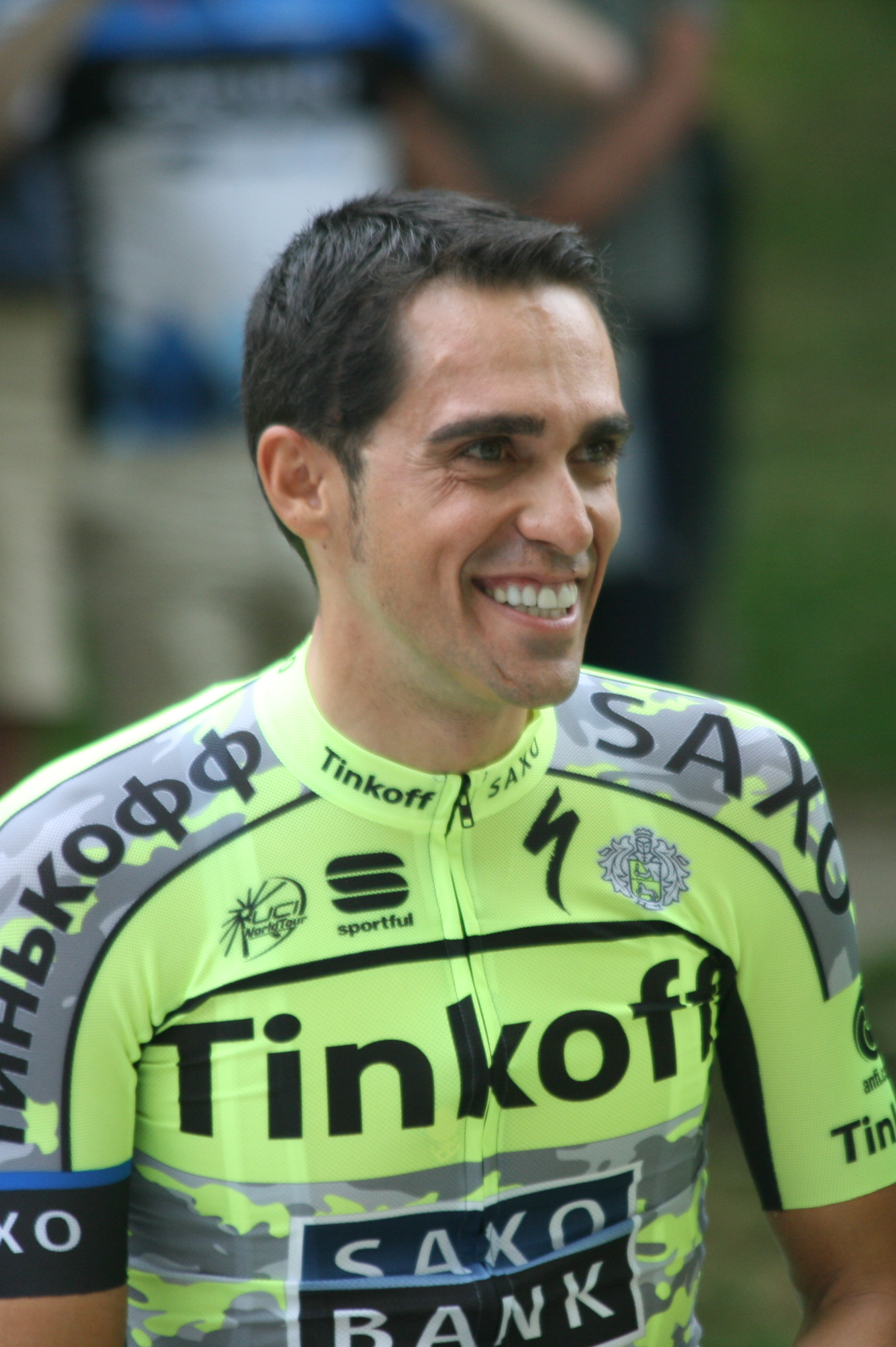
Alberto Contador, winnaar van de Ronde van Italië 2015.

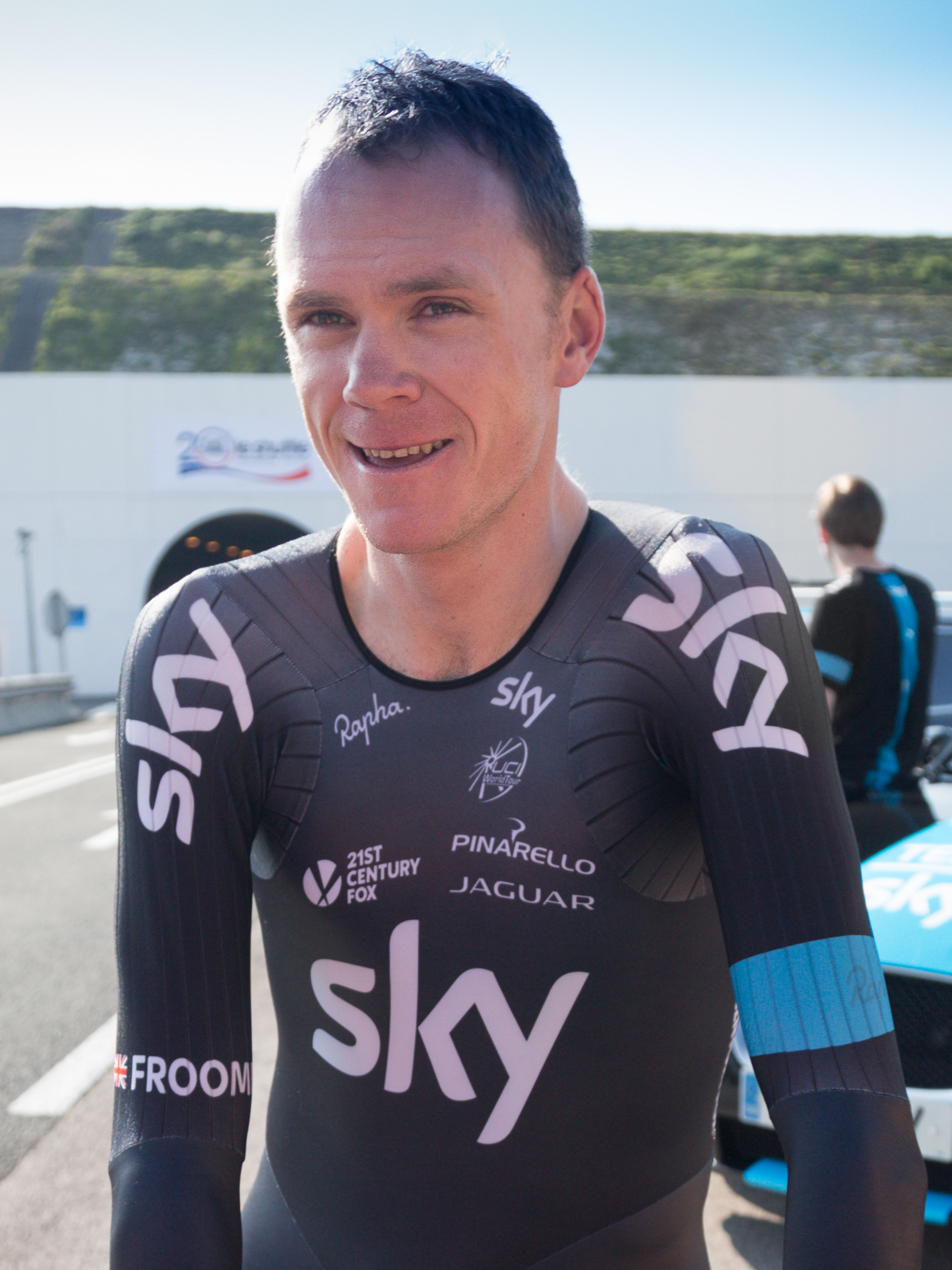
Chris Froome, winnaar van de Ronde van Frankrijk 2015.

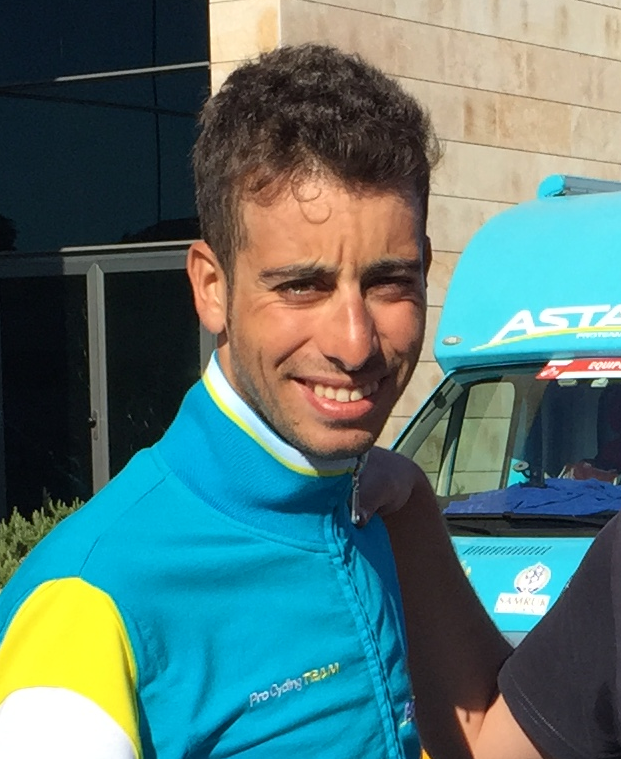
Fabio Aru, winnaar van de Ronde van Spanje 2015.

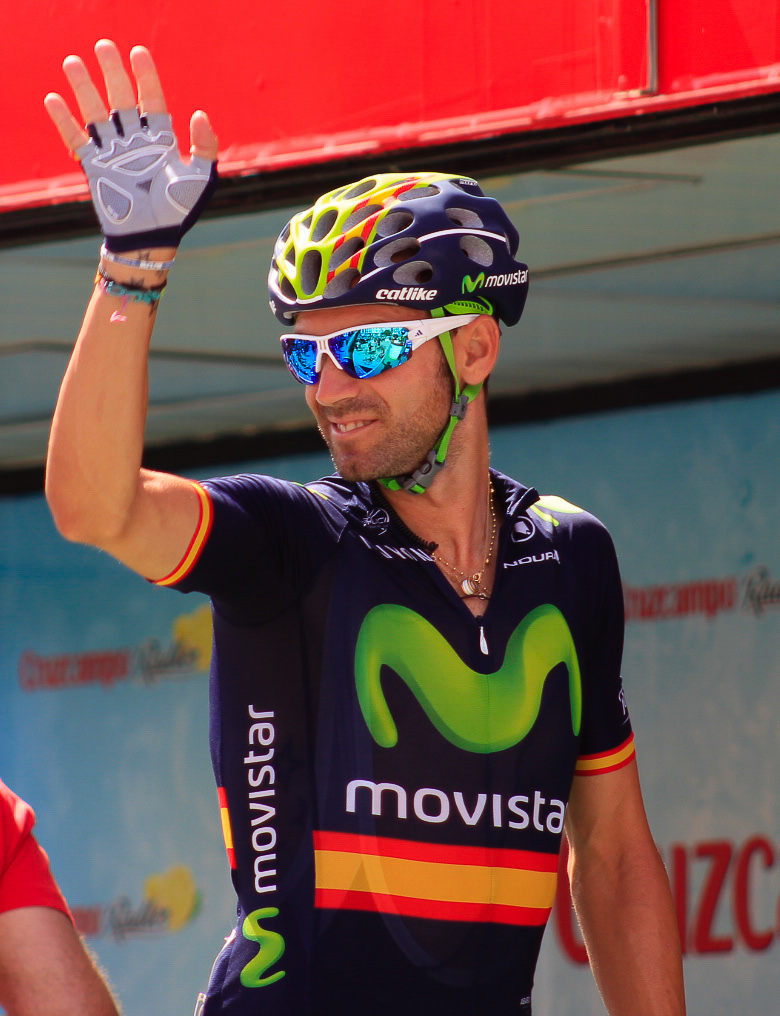
Alejandro Valverde, winnaar van de UCI World Tour 2015.

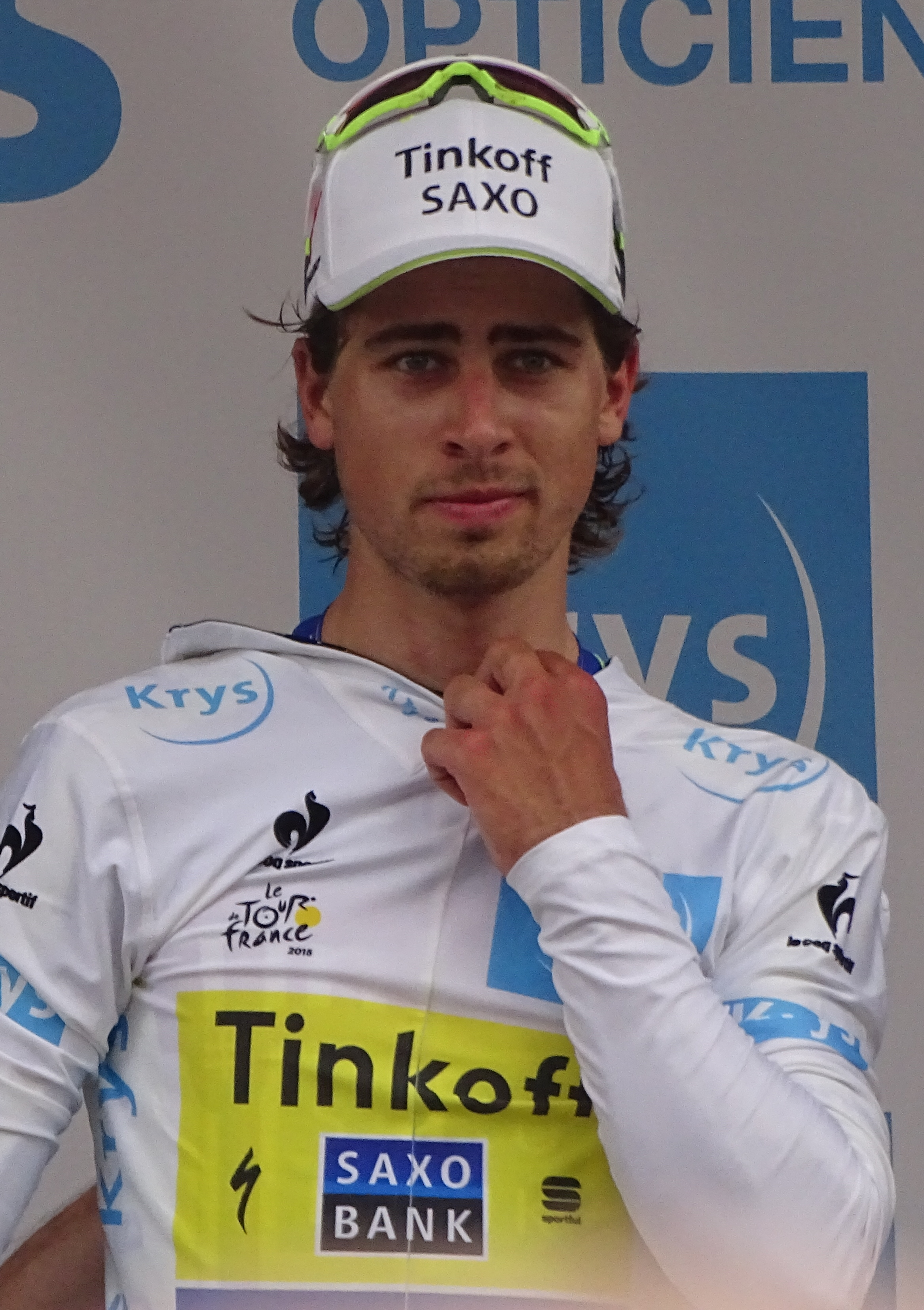
Peter Sagan, winnaar van het Wereldkampioenschap Mannen Elite 2015.

### Wegwielrennen
Ronde van Italië
- Algemeen klassement :  Alberto Contador
- Bergklassement :  Giovanni Visconti
- Puntenklassement :  Giacomo Nizzolo
- Jongerenklassement :  Fabio Aru
- Ploegenklassement :  Astana Pro Team

 Ronde van Frankrijk
- Algemeen klassement :  Chris Froome
- Bergklassement :  Chris Froome
- Puntenklassement :  Peter Sagan
- Jongerenklassement :  Nairo Quintana
- Ploegenklassement :  Team Movistar

 Ronde van Spanje
- Algemeen klassement:  Fabio Aru
- Bergklassement:  Omar Fraile
- Puntenklassement:  Alejandro Valverde
- Combinatieklassement:  Joaquim Rodríguez
- Ploegenklassement:  Team Movistar

UCI World Tour
- Klassement Individueel:  Alejandro Valverde
- Klassement Teams:  Team Movistar
- Tour Down Under:  Rohan Dennis
- Parijs-Nice:  Richie Porte
- Tirreno-Adriatico:  Nairo Quintana
- Milaan-San Remo:  John Degenkolb
- E3 Harelbeke:  Geraint Thomas
- Ronde van Catalonië:  Richie Porte
- Gent-Wevelgem:  Luca Paolini
- Ronde van Vlaanderen:  Alexander Kristoff
- Ronde van Baskenland:  Joaquim Rodríguez
- Parijs-Roubaix:  John Degenkolb
- Amstel Gold Race:  Michał Kwiatkowski
- Waalse Pijl:  Alejandro Valverde
- Luik-Bastenaken-Luik:  Alejandro Valverde
- Ronde van Romandië:  Ilnoer Zakarin
- Ronde van Italië:  Alberto Contador
- Critérium du Dauphiné:  Chris Froome
- Ronde van Zwitserland:  Simon Spilak
- Ronde van Frankrijk:  Chris Froome
- Clásica San Sebastián:  Adam Yates
- Ronde van Polen:  Jon Izagirre
- Eneco Tour:  Tim Wellens
- Vattenfall Cyclassics:  André Greipel
- GP Ouest-France Plouay:  Alexander Kristoff
- Grote Prijs van Quebec:  Rigoberto Urán
- Ronde van Spanje:  Fabio Aru
- Grote Prijs van Montreal:  Tim Wellens
- UCI Ploegentijdrit:  BMC Racing Team
- Ronde van Lombardije:  Vincenzo Nibali

Wereldkampioenschap Wegwielrennen
Mannen
- Ploegentijdrit:  BMC Racing Team
- Wegrit Elite:  Peter Sagan
- Tijdrit Elite:  Vasil Kiryjenka
- Wegrit Beloften:  Kévin Ledanois
- Tijdrit Beloften:  Mads Würtz Schmidt
- Wegrit Junioren:  Felx Gall
- Tijdrit Junioren:  Leo Appelt

Vrouwen
- Ploegentijdrit:  Canyon-SRAM
- Wegrit Elite:  Elizabeth Armitstead
- Tijdrit Elite:  Linda Villumsen
- Wegrit Elite:  Chloé Dygert
- Tijdrit Junioren:  Chloé Dygert

### Veldrijden
NK
- Mannen: Mathieu van der Poel
- Vrouwen: Marianne Vos

 BK
- Mannen: Klaas Vantornout
- Vrouwen: Sanne Cant

Superprestige
- Eindklassement:  Mathieu van der Poel
- Cyclocross Gieten:  Mathieu van der Poel
- Cyclocross_Zonhoven:  Kevin Pauwels

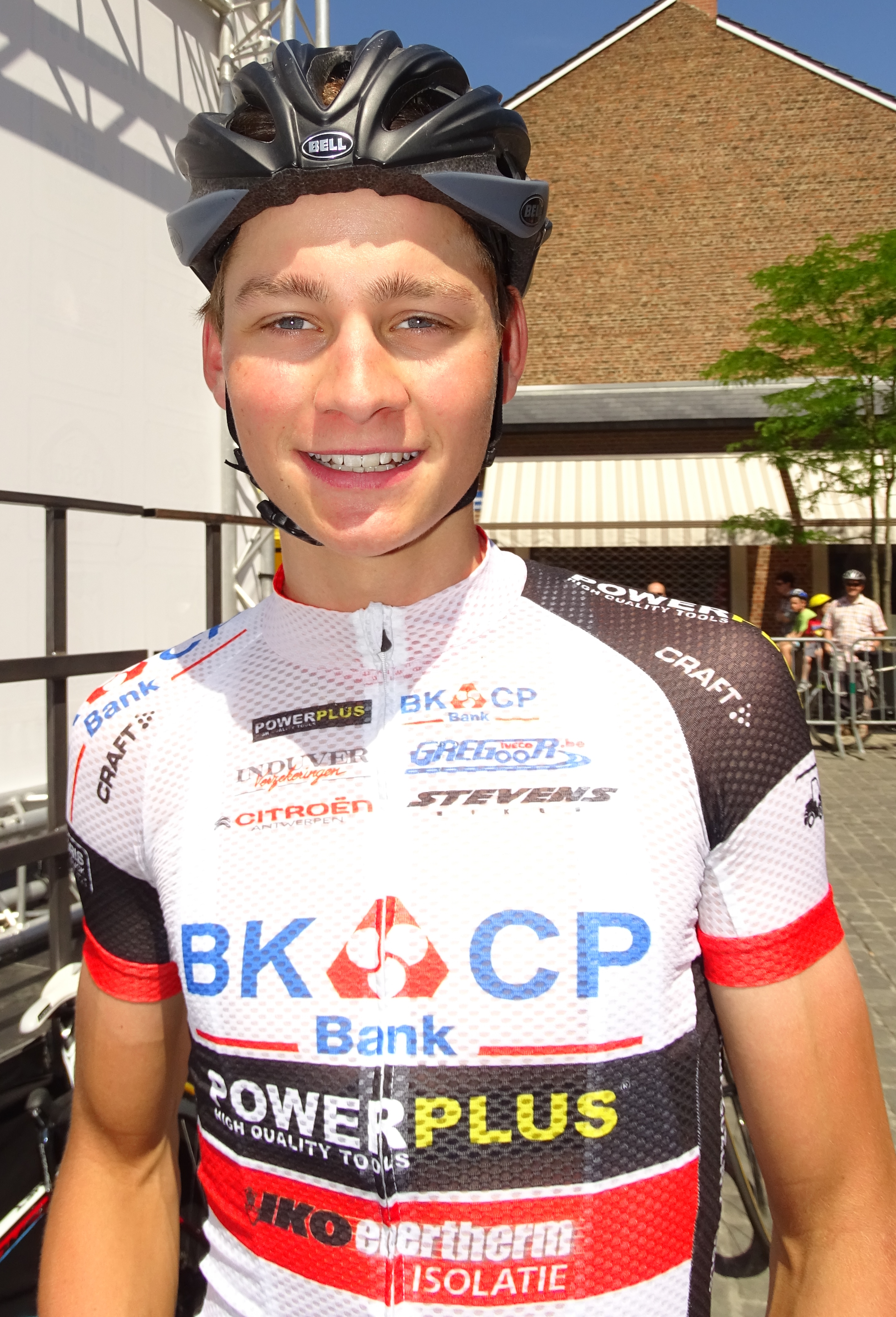
Mathieu van der Poel Nederlands- en Wereldkampioen Veldrijden 2015.

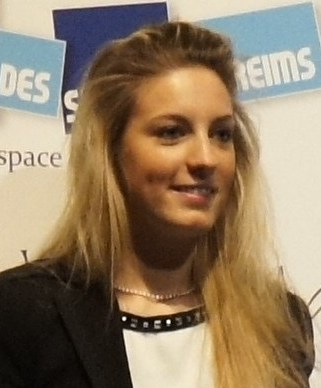
Pauline Ferrand-Prevot, Wereldkampioen Veldrijden 2015.

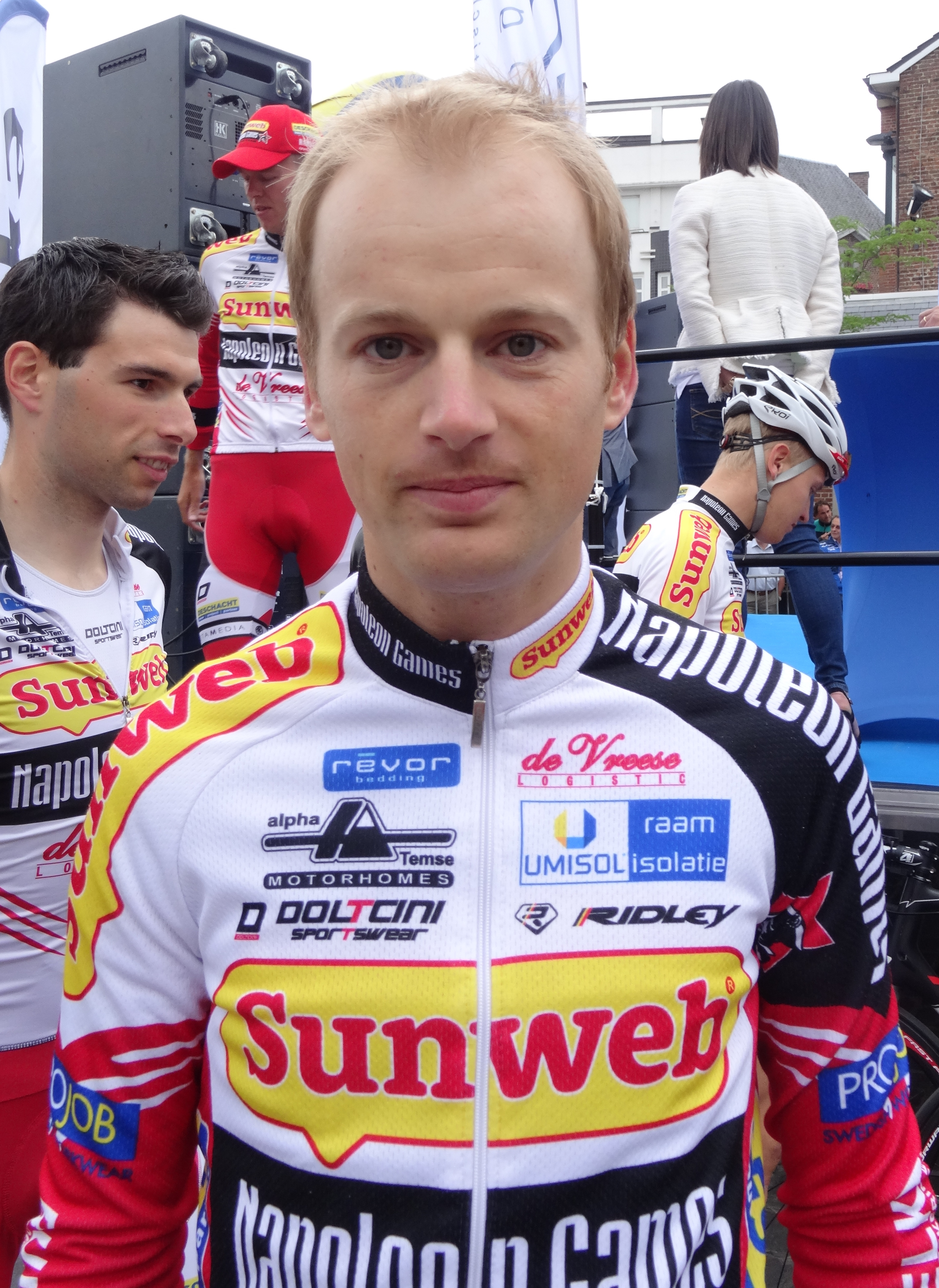
Kevin Pauwels, Winnaar eindklassement Wereldbeker Veldrijden 2015.

- Cyclocross Ruddervoorde:  Tom Meeusen
- Cyclocross Asper-Gavere:  Klaas Vantornout
- GP Région Wallonne:  Kevin Pauwels
- Cyclocross Diegem:  Mathieu van der Poel
- Cyclocross Middelkerke:  Mathieu van der Poel

Bpost bank trofee
- Eindklassement:  Wout van Aart
- GP Mario De Clercq:  Sven Nys
- Koppenbergcross:  Wout van Aart
- Flandriencross:  Wout van Aart
- GP van Hasselt:  Kevin Pauwels
- GP Rouwmoer:  Wout van Aart
- Azencross:  Wout van Aart
- GP Sven Nys:  Wout van Aart
- Krawatencross:  Mathieu van der Poel
- Eindklassement Vrouwen:  Ellen Van Loy

 EK
- Mannen Elite:  Lars van der Haar
- Mannen Beloften:  Quinten Hermans
- Mannen Junioren:  Jens Dekker
- Vrouwen Elite:  Sanne Cant
- Vrouwen Beloften:  Femke Van den Driessche

WK
- Mannen:  Mathieu van der Poel
- Vrouwen:  Pauline Ferrand-Prevot

Wereldbeker
- Eindklassement:  Kevin Pauwels
- Valkenburg aan de Geul:  Lars van der Haar
- Koksijde:  Wout van Aert
- Milton Keynes:  Kevin Pauwels
- Namen:  Kevin Pauwels
- Heusden-Zolder:  Lars van der Haar
- Hoogerheide:  Mathieu van der Poel

### Baanwielrennen
Wereldkampioenschap
Mannen
- Sprint:  Grégory Baugé
- 1 kilometer tijdrit:  François Pervis

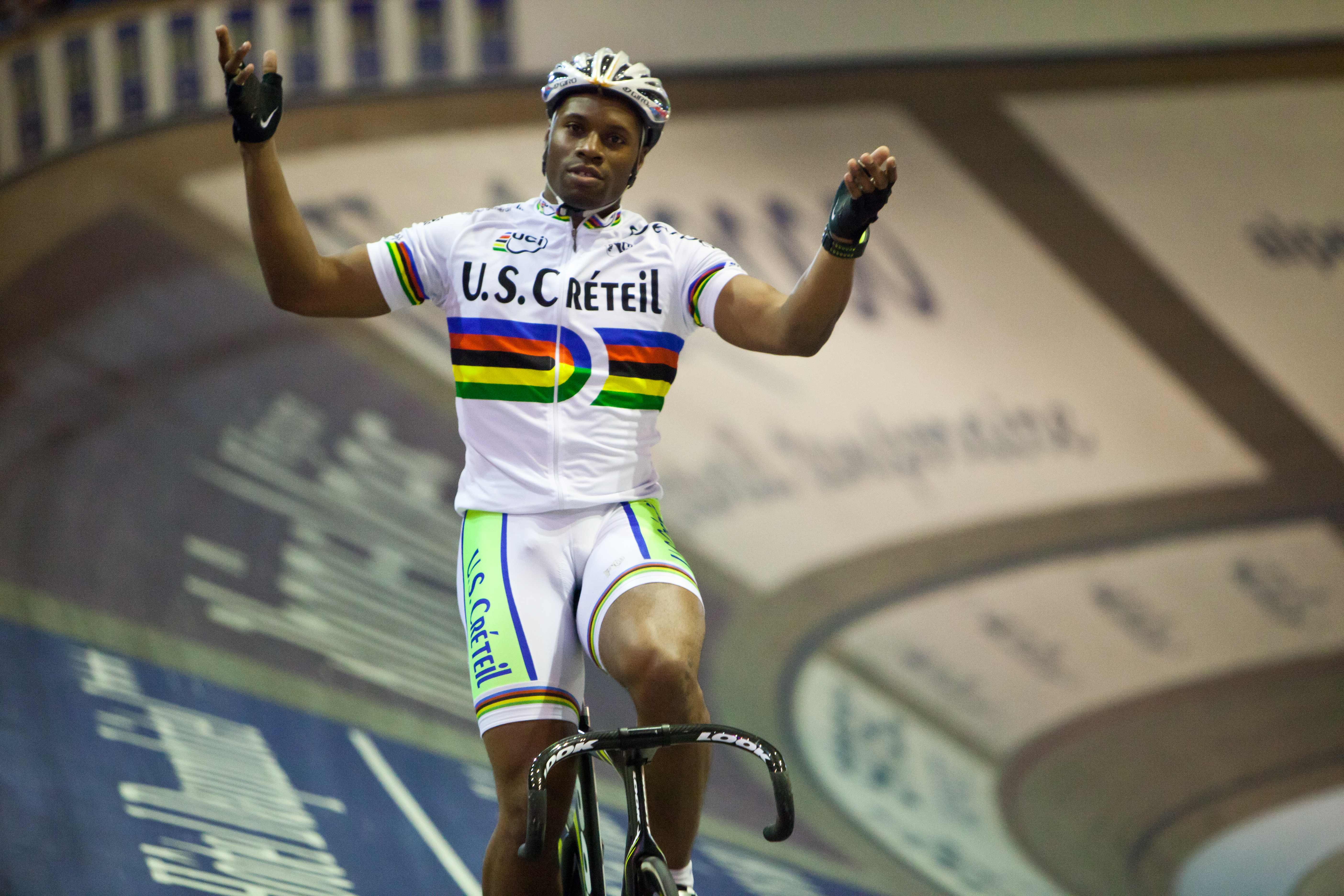
Grégory Baugé, Wereldkampioen Sprint.

- Individuele achtervolging:  Stefan Küng
- Ploegenachtervolging:  Pieter Bulling, Regan Gough, Alex Frame, Dylan Kennett
- Teamsprint:  Grégory Baugé, Michaël D’Almeida, Kévin Sireau
- Keirin:  François Pervis
- Scratch:  Lucas Liss
- Puntenkoers:  Artoer Jersjov
- Koppelkoers:  Bryan Coquard, Morgan Kneisky
- Omnium:  Fernando Gaviria

Vrouwen
- Sprint:  Kristina Vogel
- 500 meter tijdrit:  Anastasia Vojnova
- Individuele achtervolging:  Rebecca Wiasak
- Ploegenachtervolging:  Annette Edmondson, Ashlee Ankudinoff, Amy Cure, Melissa Hoskins
- Teamsprint:  Gong Jinjie, Zhong Tianshi
- Keirin:  Anna Meares
- Scratch:  Kirsten Wild
- Puntenkoers:  Stephanie Pohl
- Omnium:  Annette Edmondson

## Zwemmen
Wereldkampioenschappen
Europese kampioenschappen kortebaanzwemmen

## Sporter van het jaar
België

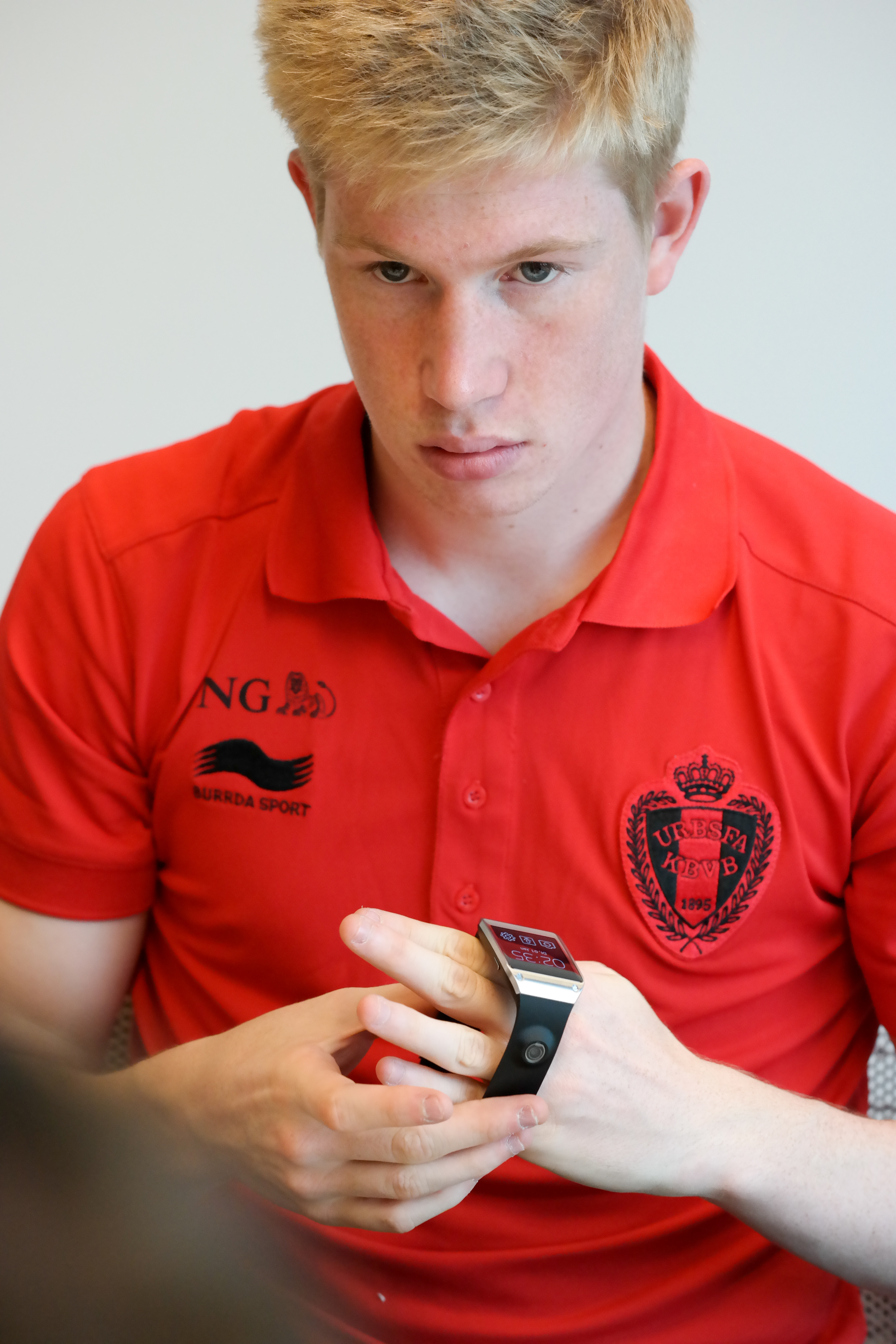
Kevin De Bruyne, Belgisch sportman van het jaar.

- Sportman van het jaar: Kevin De Bruyne
- Sportvrouw van het jaar: Delfine Persoon
- Sportploeg van het jaar: Davis Cup team
- Paralympiër van het jaar: Marieke Vervoort
- Coach van het jaar: Hein Vanhaezebrouck
- Sportbelofte van het jaar: Tiesj Benoot

Nederland
- Sportman van het jaar: Sjinkie Knegt
- Sportvrouw van het jaar: Dafne Schippers
- Sportploeg van het jaar: Christiaan Varenhorst en Reinder Nummerdor
- Gehandicapte sporter van het jaar: Jiske Griffioen
- Sportcoach van het jaar: Bart Bennema
- Fanny Blankers-Koen Carrièreprijs: Joop Zoetemelk
- Talent van het jaar: Marrit Steenbergen

1965 · 1966 · 1967 · 1968 · 1969 · 1970 · 1971 · 1972 ·1973 · 1974 · 1975 · 1976 · 1977 · 1978 · 1979 · 1980 · 1981 · 1982 · 1983 · 1984 · 1985 · 1986 · 1987 · 1988 · 1989 · 1990 · 1991 · 1992 · 1993 · 1994 · 1995 · 1996 · 1997 · 1998 · 1999 · 2000 · 2001 · 2002 · 2003 · 2004 · 2005 · 2006 · 2007 · 2008 · 2009 · 2010 · 2011 · 2012 · 2013 · 2014 · 2015 · 2016 · 2017 · 2018 · 2019 · 2020 · 2021 · 2022 · 2023 · 2024 · 2025